# Moray Callum
Moray S. Callum (nascido em 19 de novembro de 1958) é um designer de automóveis escocês que atualmente é vice-presidente de projeto da Ford Motor Company. Seu irmão mais velho, Ian Callum, foi o Diretor de Design da Jaguar de 1999 a 2019.

## Primeiros anos
Callum nasceu em Dumfries, na Escócia. Inicialmente, pretendia tornar-se veterinário, embora na idade universitária Callum fosse eleito para estudar arquitetura na Universidade Napier, em Edimburgo, antes de se desiludir com a perspectiva de calcular o tamanho dos canos de lixo dos prédios de sete andares pelo resto de sua vida. Mudou de disciplina e formou-se em design industrial e seguiu o caminho do famoso designer de automóveis, continuando seus estudos no Royal College of Art, em Londres, graduando-se com um mestrado em design de transporte.

## Carreira

### Início de carreira
Após a formatura, a carreira de design de automóveis de Callum começou em 1982, onde trabalhou para a Chrysler antes de ingressar no estúdio avançado da PSA Peugeot Citroën em Poissy, França, contribuindo para o projeto de veículos comerciais e de passageiros. Em 1988/1989, Callum juntou-se a Ghia como designer de consultor, onde contribuiu para o conceito Ghia Via de 1989 e para o Aston Martin Lagonda Vignale. Ele também participou da consultoria de design da Ghia para a Jaguar.

### Ford
Em 1995, Callum foi contratado pela Ford, para quem ele havia trabalhado em inúmeros projetos na Ghia, para trabalhar em Dearborn, Michigan, em veículos norte-americanos. Ele trabalhou em vários projetos norte-americanos notáveis, incluindo o facelift do Ford Taurus 2000, cujo design da grade frontal foi citado por alguns críticos como a inspiração para o design Jaguar XK de seu irmão em 2006, em oposição ao Jaguar E-Type, que inspirou ambos. Ele também trabalhou no Ford Windstar, Mercury Villager, picapes Super Duty, Ford Excursion e no conceito Ford EX.

### Mazda
Em 7 de setembro de 2001, Callum foi promovido para dirigir o design mundial da Mazda, onde sua equipe incluía Tsutomu "Tom" Matano, o projetista do Mazda MX-5. Callum foi incumbido de revitalizar a gama Mazda, que no final dos anos 90 era considerada sem graça e, a este respeito, Callum foi amplamente visto como bem-sucedido com a criação de um visual de marca consistente que apresentava “interiores pretos nítidos” e instrumentos de luz vermelha e exteriores com formas nervosas que eram emocionais e quase biológicas - parte chama, parte flor, expressivas da imagem esportiva que a empresa procurava. Ele supervisionou o assustador redesenho de 2005 do icônico MX-5 e trabalhou em quase todos os outros veículos da gama de automóveis de passageiros da Mazda, incluindo o Mazda5 de 2006. Ele também foi responsável por liderar o projeto dos novos crossovers esportivos da Mazda, o 2007 CX-7 e o CX-9, que foram previstos pelo conceito Mazda MX-Crossport de 2005. Ele também foi fundamental na produção dos carros-conceito Washu (Detroit 2003), Ibuki (Tóquio 2003) e Kabura (Detroit 2006).

### Retornar para Ford
Tendo supervisionado a bem-sucedida reinvenção da Mazda como uma marca dinâmica e esportiva, Callum foi movido por J Mays de volta à Ford como Diretor de Design das marcas norte-americanas de carros de passeio da Ford, onde ele se reportou a Peter Horbury em maio de 2006. Este movimento, juntamente com a nomeação de Horbury como Diretor de Design Executivo para as marcas Ford North American, foi parte da tentativa da Ford de consolidar sua estratégia de design 'Red, White & Bold' em uma tentativa de renovar o design em sua linha de carros em expansão no Norte. América. Callum foi substituído na Mazda por Laurens van den Acker, enquanto seu antecessor, Patrick Schiavone, foi nomeado projetista de utilitários esportivos e pick-ups norte-americanos na Ford.
Em maio de 2009, Horbury retornou à Volvo Cars e Callum foi promovido a Diretor Executivo, projeto da Ford Americas, com responsabilidade geral pelos caminhões e carros de passageiros americanos, incluindo a Lincoln. Durante este tempo, ele supervisionou o design e o lançamento de vários produtos americanos, como por exemplo: o Ford Explorer 2011 de quinta geração, o Ford Fusion 2013 de segunda geração, o Lincoln MKZ de segunda geração 2013 e o Ford EcoSport de segunda geração 2013.
Em 2014, Callum foi promovido a Vice-Presidente de Design da Ford Motor Company, substituindo o J Mays que se aposentou e sendo responsável por todos os veículos de conceito e produção das marcas Ford e Lincoln em todo o mundo. Ele revelou o Ford Mustang de sexta geração de 2015 e o Ford GT de segunda geração de 2017.